# Kickstart My Heart
"Kickstart My Heart" är en sång av det amerikanska hårdrock / glam metalbandet Mötley Crüe. Den finns med på albumet Dr. Feelgood och släpptes även som singel. Den skrevs av Nikki Sixx. Den handlar om när han dödförklarades efter en överdos innan han återupplivades av två adrenalinsprutor. Musikvideon spelades in på Whisky-A-Go-Go under Mötley Crües uppvärmning innan de gav sig ut på turnén Dr. Feelgood Tour. På 'Carnival of Sins' turnén 2005, var "Kickstart My Heart" avslutningsnummer.
"Kickstart My Heart" nådde en tjugosjunde (#27) placering på Billboard Hot 100. 

## Medverkande
- Vince Neil - sång
- Mick Mars - gitarr
- Nikki Sixx - bas
- Tommy Lee - trummor